# 木下博夫
木下 博夫（きのした ひろお、1943年（昭和18年）1月5日 - ）は、日本の官僚。元国土事務次官。元阪神高速道路社長、現在は公益財団法人ワールドマスターズゲームズ2021関西組織委員会事務総長。静岡県出身。

## 来歴
京都大学農学部卒業後、建設省入省。都市局長、建設経済局長を経て国土庁に転じ、長官官房長を経て2000年（平成12年）国土事務次官。退官後は阪神高速道路公団副理事長、同理事長を経て、阪神高速道路社長に就任。現在は、公益財団法人ワールドマスターズゲームズ2021関西組織委員会の事務総長を務める。

## 略歴
- 1966年（昭和41年） 国家公務員採用上級甲種試験（経済）合格
- 1967年（昭和42年）
  - 京都大学農学部農業経済学科卒業
  - 4月 建設省入省
- 建設大臣官房人事課建設専門官
- 1983年（昭和58年）7月1日 建設大臣官房会計課企画官
- 1984年（昭和59年）4月1日 京都市計画局長
- 1987年（昭和62年）6月26日 京都市助役
- 1989年（平成元年）
  - 8月10日 建設大臣官房付
  - 8月30日 建設省建設経済局建設業課長
- 1991年（平成3年）6月14日 建設省河川局河川総務課長
- 1992年（平成4年）6月26日 建設大臣官房会計課長
- 1994年（平成6年）7月1日 建設省道路局次長
- 1996年（平成8年）7月2日 建設省都市局長
- 1998年（平成10年）6月23日 建設省建設経済局長
- 1999年（平成11年）7月13日 国土庁長官官房長
- 2000年（平成12年）6月30日 国土事務次官
- 2001年（平成13年）
  - 1月 国土交通省顧問
  - 12月 阪神高速道路公団副理事長
- 2004年（平成16年）7月16日 阪神高速道路公団理事長
- 2005年（平成17年）10月 阪神高速道路株式会社代表取締役社長
- 2012年（平成24年）国立京都国際会館館長・常務理事

| スタブアイコン | サブスタブ | この項目は、まだ閲覧者の調べものの参照としては役立たない、人物に関連した書きかけの項目です。この項目を加筆・訂正などしてくださる協力者を求めています（P:人物伝/PJ:人物伝）。 |